# شاریتون
شاریتون (به لاتین: Agios Chariton) یک منطقهٔ مسکونی در قبرس شمالی است که در ناحیه غازی ماغوسا واقع شده‌است. شاریتون ۹۶ نفر جمعیت دارد.